# Letti separati
Letti separati (The Wheeler Dealers) è un film del 1963 diretto da Arthur Hiller.
È una commedia romantica statunitense con James Garner, Lee Remick, Phil Harris, Chill Wills e Jim Backus. È basato sul romanzo del 1959 The Wheeler Dealers di George J.W. Goodman.

## Trama
Henry è un ricco, fortunato e spregiudicato uomo d'affari, sempre alla ricerca di promettenti investimenti in attività di ogni genere. Reduce da una infruttuosa e costosa opera di trivellazione alla ricerca di petrolio in Texas, si reca a New York per trovare nuovi finanziamenti e nuove opportunità di guadagno. 
Si imbatte per caso nella avvenente impiegata di una società di consulenza, che si occupa di investimenti a Wall Street e se ne innamora. 
Anche Miss Thatcher, che è nubile e convive con la sua amica Eloise, è attratta e lusingata da Henry e subissando ogni volta i suoi appuntamenti con l'amico Leonardo, non perde occasione per uscire con lui. Per mantenere il posto e aspirare a diventare presidentessa del Club femminile riesce facilmente a convincere Henry ad acquistare azioni di una società quotata ma di fatto inesistente: la Widgets Universal, creata a metà dell'800 (per costruire aggeggi usati nelle carrozze trainate da cavalli) e che ha al suo attivo solo il terreno sul quale sorgeva l'edificio, da molto tempo andato a fuoco.
Grazie ad una serie di speculazioni, aiutate dagli investimenti degli amici e compagni di Henry (Jay Ray, Ray Jay e JR) e di false ma ben studiate informazioni create ma senza nessuna base reale, le azioni della società prendono il volo, ma alla fine i nodi vengono al pettine. 
Henry nel frattempo aveva fatto spostare i macchinari di trivellazione sul terreno di proprietà della società Universal Widgets e viene inaspettatamente scoperto un giacimento di petrolio puro, ma in realtà le trivellazioni hanno soltanto perforato una grossa condotta per il trasferimento del petrolio e inoltre un ufficio governativo conduce una meticolosa indagine sul fenomeno delle azioni Universal Widgets e si scopre l'imbroglio; così Henry e soci in affari finiscono in tribunale con l'accusa di frode finanziaria, ma tutto si aggiusta dopo aver constatato che le azioni stesse sono possedute solo dai tre amici speculatori di Henry e da Henry stesso. 
Tutto viene riportato allo stato originale e quindi non c'è più luogo a procedere. Risolti tutti i malintesi e ripristinati gli affari, anche la relazione fra Henry e miss Thatcher ritorna stabile e fiorente, per arrivare al matrimonio dei due.

## Produzione
Il film, diretto da Arthur Hiller su una sceneggiatura di George J.W. Goodman e Ira Wallach e un soggetto dello stesso Goodman (autore del romanzo), fu prodotto da Martin Ransohoff per la Filmways Pictures e girato negli studi Metro-Goldwyn-Mayer a Culver City, California.

## Distribuzione
Il film fu distribuito con il titolo The Wheeler Dealers negli Stati Uniti nel novembre 1963 (première a New York il 14 novembre) al cinema dalla Metro-Goldwyn-Mayer.
Altre distribuzioni:
- in Italia il 7 febbraio 1964[6] (Letti separati)
- in Svezia il 1º giugno 1964 (Skojare från Texas)
- in Messico il 2 luglio 1964 (Camas separadas)
- in Iran il 19 agosto 1964
- in Finlandia il 4 settembre 1964 (Huijareita Teksasista)
- in Danimarca il 3 dicembre 1965 (Fup og fiduser)
- in Spagna il 2 maggio 1966
- in Brasile (Malandro contra Sabido)
- in Brasile (Simpático, Rico e Feliz)
- in Spagna (Camas separadas)
- nel Regno Unito (Separate Beds)
- nel Regno Unito (The Wheeler Dealers)
- in Grecia (Horistes krevvatokamares)
- in Iran (Qomarbaz)
- in Germania Ovest (Getrennte Betten)

## Critica
Secondo il Morandini il film è una "commedia un po' pazza, con risvolti farseschi mai volgari", caratterizzata da un ottimo cast e da una frizzante sceneggiatura.
Leo Pestelli sulle pagine de La Stampa scrisse che "è troppo connesso al costume americano perché possa divertire a colpo sicuro, tanto più che la sua vena è molto lontana da quella delle migliori commedie hollywoodiane".

## Promozione
La tagline è: He really wasn't out to make $1,000,000. He already had that!.